# 津田正方
津田 正方（つだ まさかた）は、江戸時代前期の武士・尾張藩士。家紋は織田木瓜。

## 略歴
兼松正成の次男として誕生。始め兼松与市郎と名乗っていた。その後、津田正盛の養嗣子となる。
寛文元年（1661年）、養父の隠居につき家督相続する（610石、大寄合）。養父の没後、正盛の実子信明に家督を譲る。
徳川光友と詮議の上、正方の2子（正載、織部）は兼松姓に復姓する。